# 中華民國—坦尚尼亞關係
中華民國與坦尚尼亞聯合共和國無正式外交關係，目前也沒有在對方首都互設具大使館功能的代表機構。對坦尚尼亞的相關事務由駐南非共和國臺北聯絡代表處兼轄。

## 政治

### 外交

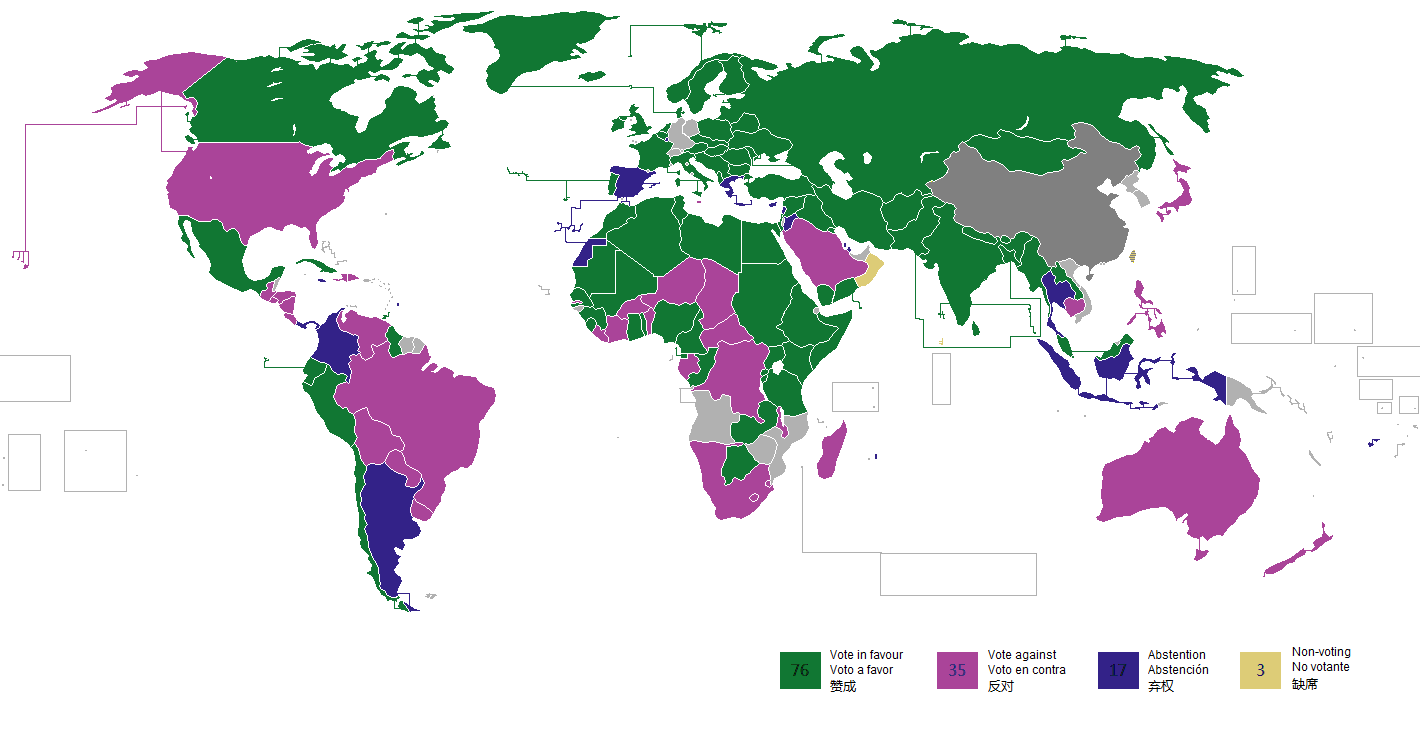
綠色國家表示在1971年的投票中反對中華民國續留聯合國，即《聯合國大會2758號決議》，其中包括坦尚尼亞。

1961年12月9日，坦噶尼喀自英國獨立，中华人民共和国致电祝贺，並在當天建交:171。中華民國亦曾派出外交人員到坦噶尼喀計劃建交，但遭到拒絕:170–171。
1971年10月25日，第26屆聯合國大會就坦尚尼亞等23國所提出的「恢復中華人民共和國在聯合國的合法權利」議案進行表決。最終以76票贊成、35票反對、17票棄權的結果通過。根據《聯合國憲章》和聯合國大會議事規則，提案通過即成為正式決議，是為《聯合國大會2758號決議》。中華民國、馬爾地夫、阿曼等3國未投票。代表中國正統的中華民國政府，以外交部長周書楷為代表，在表決之前數小時，於大會上主動宣布退出聯合國。日後，中華民國政府將此決議稱為「排我納匪案」。
2014年3月28日，阿曼籍「Tawariq 1」漁船船長許清泰於2009年疑涉在坦尚尼亞經濟海域非法捕漁被逮，經坦尚尼亞司法單位判刑20年有期徒刑確定。後經船長本人及家屬、外交部以及駐南非代表處持續進行上訴，最終該國上訴法庭宣判無罪獲釋。
2018年6月19日，簽署《中華民國（臺灣）法務部調查局洗錢防制處與坦尚尼亞聯合共和國金融情報中心關於涉及洗錢、相關前置犯罪及資助恐怖主义金融情資交換合作瞭解備忘錄》。

## 經濟

### 貿易
| 年分 | 貿易總額   | 貿易總額 | 貿易總額 | 出口至坦尚尼亞 | 出口至坦尚尼亞 | 出口至坦尚尼亞 | 自坦尚尼亞進口 | 自坦尚尼亞進口 | 自坦尚尼亞進口 | 順逆差 |
| 年分 | 金額       | 年增減   | 排名     | 金額           | 年增減         | 排名           | 金額           | 年增減         | 排名           | 順逆差 |
| ---- | ---------- | -------- | -------- | -------------- | -------------- | -------------- | -------------- | -------------- | -------------- | ------ |
| 2017 | 41,984,909 | ▲5.7%    | 109      | 27,627,577     | ▼6.3%          | 101            | 14,357,332     | ▲40.6%         | 109            | 順差▼  |
| 2018 | 30,764,203 | ▼26.7%   | 117      | 25,743,443     | ▼6.8%          | 103            | 5,020,760      | ▼65.0%         | 125            | 順差▲  |
| 2019 | 28,889,274 | ▼6.1%    | 119      | 25,135,809     | ▼2.4%          | 105            | 3,753,465      | ▼25.2%         | 128            | 順差▲  |
| 2020 | 33,439,000 | ▲15.7%   | 110      | 27,720,492     | ▲10.3%         | 95             | 5,718,508      | ▲52.4%         | 120            | 順差▲  |
| 2021 | 43,102,128 | ▲28.9%   | 110      | 36,048,150     | ▲30.0%         | 95             | 7,053,978      | ▲23.4%         | 118            | 順差▲  |
| 2022 | 49,980,131 | ▲16.0%   | 108      | 29,573,153     | ▼18.0%         | 102            | 20,406,978     | ▲189.3%        | 100            | 順差▼  |
| 2023 | 26,358,638 | ▼47.3%   | 120      | 20,449,973     | ▼30.9%         | 105            | 5,908,665      | ▼71.0%         | 119            | 順差▲  |
| 2024 | 34,840,966 | ▲32.2%   | 114      | 26,204,921     | ▲28.1%         | 98             | 8,636,045      | ▲46.2%         | 116            | 順差▲  |

2023年的兩國貿易項目如下：
出口至坦尚尼亞的前10大項目為：合成纖維絲紗梭织物；丙烯酸聚合物；金屬加工機床、金屬或金屬碳化物加工用壓床；氯乙烯或其他鹵化烯烃之聚合物；機動車輛所用之零件與附件；小客車與其他主要設計供載客之機動車輛；印刷版、滾筒與其他印刷組件之印刷机以及打印机、复印机與傳真機；冷凍魚；電話機（包括智能手机），以及其他傳輸或接收聲音、圖像之有線或无线网络通訊器具；乙烯之聚合物等。
自坦尚尼亞進口的前10大項目為：烟叶；天然珍珠或養珠、寶石或半寶石；貴金屬或被覆貴金屬之首飾及其配件；咖啡、咖啡荳殼與荳皮、含咖啡成分之代替品；未初梳或精梳之棉花；寶石（不包括钻石）與次寶石；針織或鉤針織T恤、汗衫與其他背心；種植用種子、果实與孢子；甲殼類動物；乾魚、鹹魚、燻魚等。

### 投資
根據中華民國經濟部投資審議司統計，截至2023年，尚無臺商前往坦尚尼亞投資，但根據駐南非代表處經濟組統計，總投資金額約800萬美元。在坦尚尼亞的臺商有9家，並成立坦尚尼亞臺灣商會，分別經營会计师事务所、木材、建材、房地产、博彩（合法賭場）；坦尚尼亞在臺灣總投資金額約3萬美元，計有3件。

### 會展
2012年6月16日，經濟部國際貿易局委託中華民國對外貿易發展協會（外貿協會）與54家台灣業者執行「游龍專案」，籌組「2012年非洲南撒哈拉拓銷團」。共前往坦尚尼亞、烏干達、安哥拉及南非，是台灣歷來拓銷非洲最大團。
2017年10月30日，外貿協會籌組拓銷團前往坦尚尼亞达累斯萨拉姆辦理貿易洽談會。

## 簽證

持中華民國護照的中華民國國民簽證要求分布圖：入境坦尚尼亞可以落地簽證。

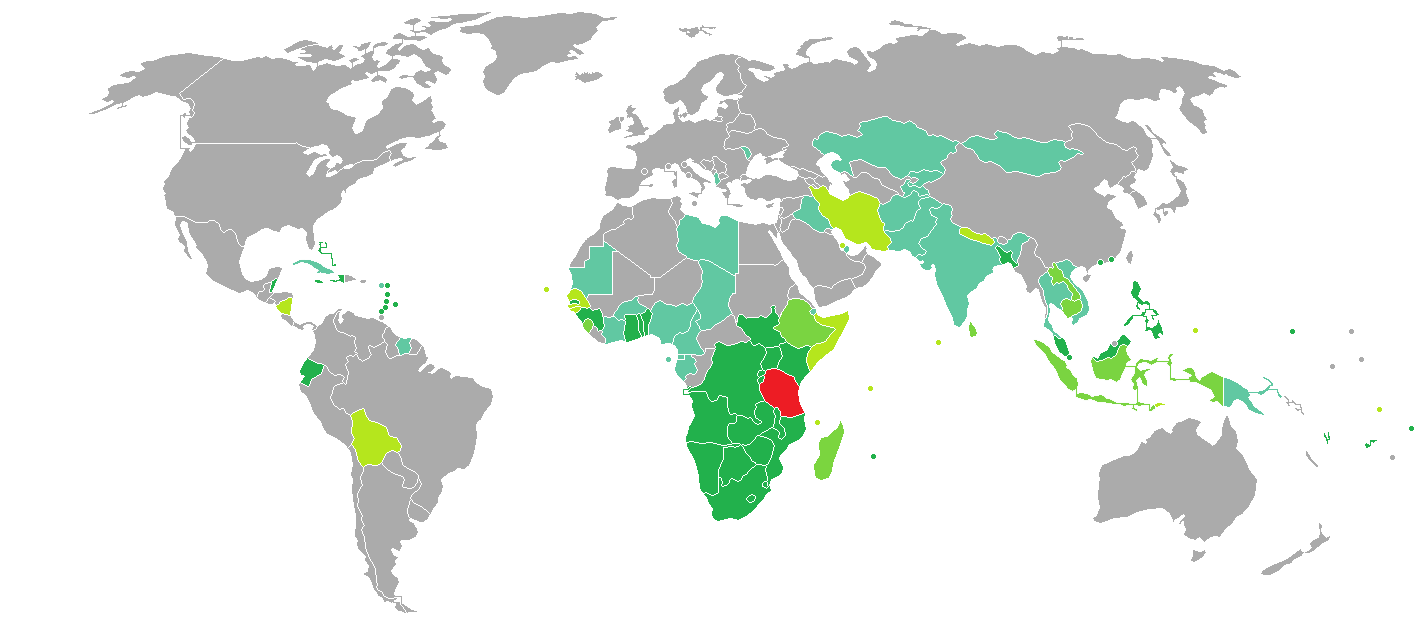
持坦尚尼亞護照的坦尚尼亞人口簽證要求分布圖：入境中華民國需要簽證。

兩國國民皆須申請簽證方可入境對方國家。持中華民國護照的中華民國國民可以落地簽證入境坦尚尼亞，停留最多90天，入境須出示黄热病的疫苗接種證明（黃皮書）。經坦尚尼亞轉機，須申請过境签证。
持坦尚尼亞護照的坦尚尼亞國民抵台參加由中央政府機關主辦、協辦或贊助之國際會議、運動賽事、商展或其他活動，可以電子簽證入境中華民國，停留最多30天並不得延期。

## 交通

### 航空

#### 客運
兩國無直航班機，可經由（不計航點遠近，截至2023年6月30日）：
- 臺北→廣州、杜拜、伊斯坦堡、巴黎、法蘭克福、阿姆斯特丹，再轉機前往坦尚尼亞的國際機場（英语：List of airports in Tanzania）。
- 臺中→廣州[註 2]→坦尚尼亞。
- 高雄→廣州→坦尚尼亞。

### 航運

#### 事件
2024年10月10日起，中國大陸權宜輪登記為坦尚尼亞、喀麦隆雙重船籍的「XINGSHUN39」（音译興順39，又化名「SHUNXING39」(順興39)）貨輪多次闖入台灣12海里领海，航跡持續在北臺灣海域異常繞行並與多條海底電纜高度重疊，且任意切換或關閉至少2套不同身分的自動識別系統（AIS）。2025年1月3日，傳出疑似破壞在基隆港外海的國際海纜後行蹤成謎。1月8日，全案已蒐集事證函送臺灣基隆地方檢察署指揮偵辦。

## 外部連結
- 中華民國外交部－坦尚尼亞聯合共和國簡介 （页面存档备份，存于）
- 駐南非共和國台北聯絡代表處
- 外交部領事事務局－國外旅遊警示分級表
- 中華民國衛生福利部－國際旅遊疫情建議等級
- 中華民國國際經濟合作協會 （页面存档备份，存于）
- 清華大學坦尚尼亞國際志工團（Facebook）
- 輔仁大學坦尚尼亞醫療服務志工團（Facebook）